# Megaselia fasciventris
Megaselia fasciventris är en tvåvingeart som först beskrevs av Becker 1914.  Megaselia fasciventris ingår i släktet Megaselia och familjen puckelflugor.
Artens utbredningsområde är Taiwan. Inga underarter finns listade i Catalogue of Life.